# Joy and the Dragon
Joy and the Dragon is een Amerikaanse dramafilm uit 1916 onder regie van Henry King. De film werd destijds in Nederland uitgebracht onder de titel De legende van den Gouden Draak.

## Verhaal
Enkele zeelieden nemen het weesmeisje Joy onder hun hoede. Ze komt uiteindelijk terecht in een mijnwerkerskamp in het Wilde Westen. Ze maakt er kennis met Hal Lewis, het zwarte schaap uit een prominente familie uit New England.

## Rolverdeling
| Acteur           | Personage  |
| ---------------- | ---------- |
| Marie Osborne    | Joy        |
| Henry King       | Hal Lewis  |
| Mollie McConnell | Directrice |
| Cullen Landis    | Joe        |